# Helle for Lykke
Helle for Lykke er en dansk film fra 1969 skrevet og instrueret af Finn Henriksen.

## Medvirkende
- Helle Hertz
- Peter Bonke
- Lily Broberg
- Karen Lykkehus
- Karl Stegger
- Axel Strøbye
- Lene Vasegaard
- Erik Wedersøe
- Claus Nissen
- Kirsten Walther
- Tove Wisborg
- Tove Maës
- Holger Vistisen
- Bent Vejlby
- Susanne Jagd